# 安帕托山脈
安帕托山脈（西班牙語：Cordillera Ampato），是秘魯的山脈，位於該國南部，最高點是海拔高度6,425米的科羅普納峰，其他山峰包括安帕托峰、索利馬納火山、薩班卡亞火山和薩拉薩拉火山。